# Prestinari

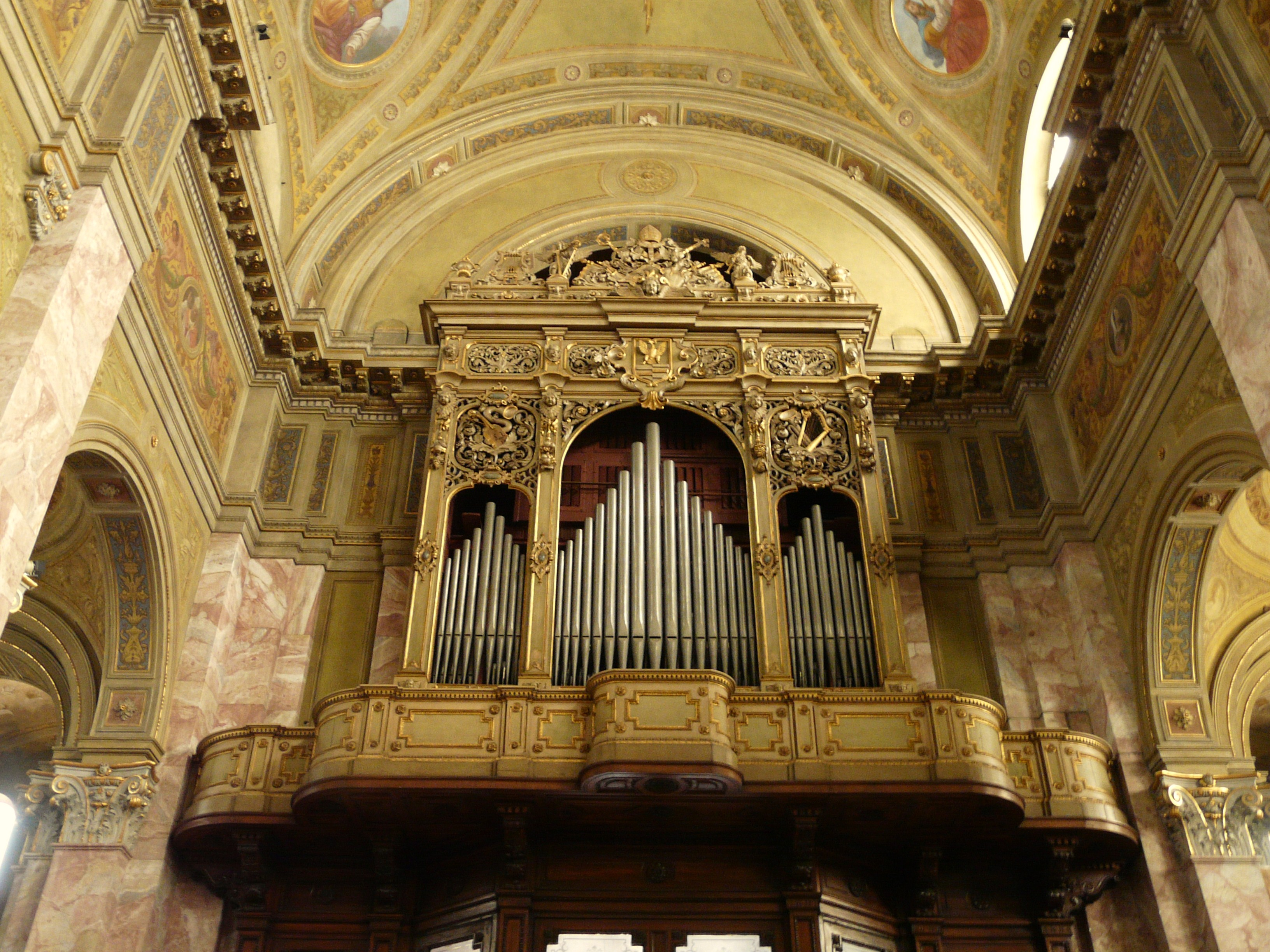
Il monumentale organo Prestinari della Basilica di San Martino di Magenta (MI), 1858.

La famiglia Prestinari fu una celebre dinastia di maestri organari, originari di Santo Stefano Ticino (MI), attivi per diverse generazioni tra il Settecento e la fine dell'Ottocento a Magenta e nella vicina Corbetta. Le loro opere sono dislocate principalmente in Lombardia.

## Storia

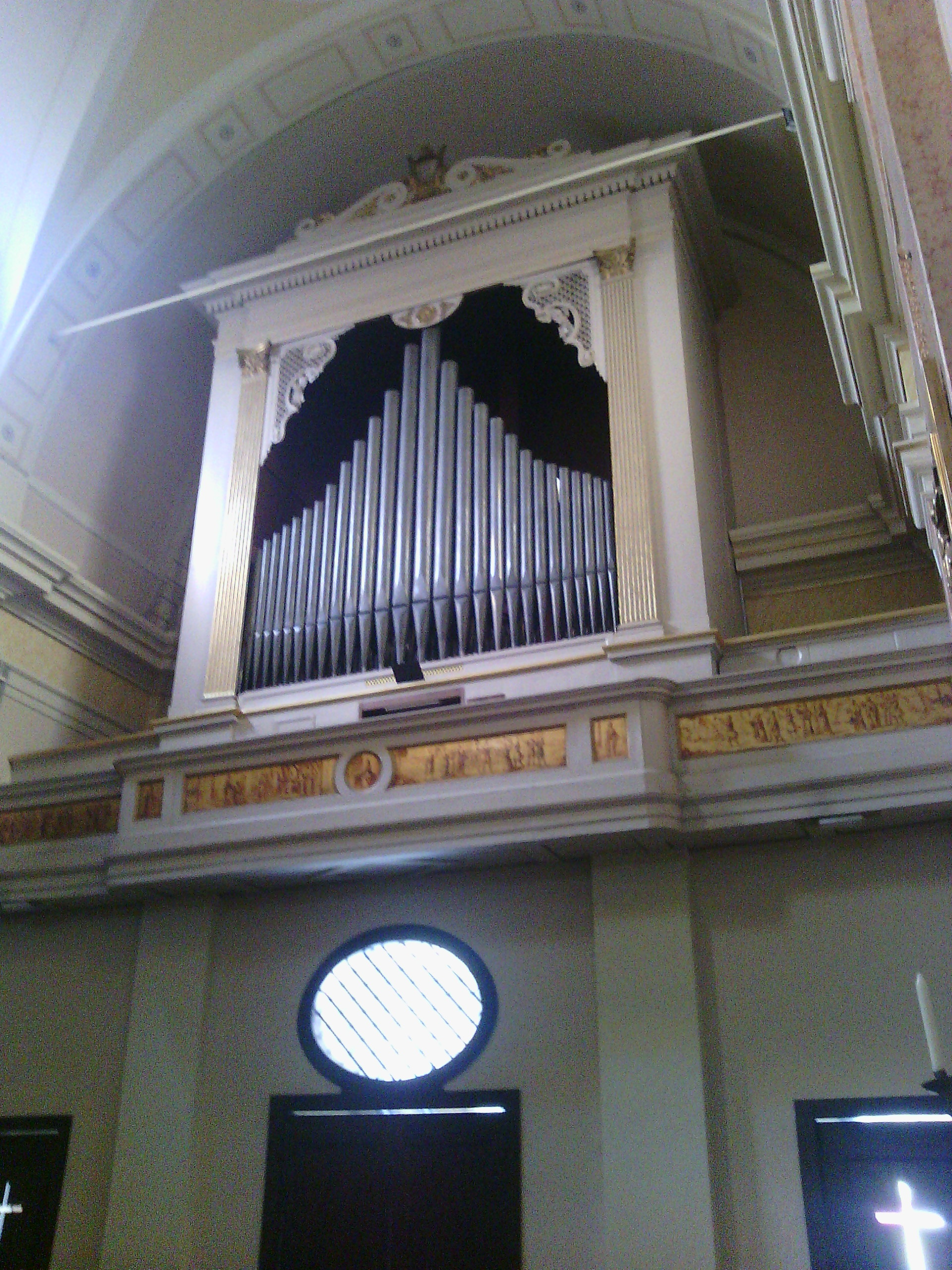
L'organo Prestinari della chiesa dei Santi Nazario e Celso di Marcallo con Casone (MI), 1842

Originaria di Santo Stefano Ticino, nel milanese, la famiglia di organari dei Prestinari iniziò la propria attività nella prima metà del XVIII secolo con Felice. Oltre che a Santo Stefano, nel Settecento aprirono una bottega particolarmente attiva sul territorio anche nella vicina Corbetta. Sino al 1821 la società era condivisa da due fratelli, Dionigi e Giovanni. Alla morte di quest'ultimo (il 9 luglio 1821), Giovanni rimase ad operare a Corbetta dove lavorò con una propria bottega, mentre i figli di Dionigi, Antonio, Gaetano e Francesco, decisero di trasferire l'attività e la famiglia nella vicina città di Magenta.
Nel 1827 giunse alla famiglia Prestinari una delle commissioni più rilevanti, ovvero la realizzazione dell'organo della chiesa di San Fedele a Como che per la prima volta li qualifica anche al di fuori della provincia in cui da sempre lavoravano. Nel 1858, la comunità di Magenta commissionò alla famiglia Prestinari un imponente strumento da destinare alla chiesa parrocchiale di San Martino che resta oggi l'unica opera di commissione civile della famiglia. La direzione dell'azienda in quest'epoca era condivisa dai fratelli Giovanni Antonio, Luigi e Giuseppe che si avvalevano talvolta dell'opera del cugino Costantino. Per gli eventi della battaglia di Magenta, ad ogni modo, l'inaugurazione dello strumento di Magenta venne rimandata al 1860 quando si tenne un grandioso concerto eseguito dall'organista e compositore Polibio Fumagalli. Nel 1904, con il completamento della struttura della nuova basilica di Magenta, lo strumento venne trasferito nel nuovo tempio. Nel 1920 Gaetano Prestinari, ultimo rampollo della famiglia, decise di chiudere la storica attività di famiglia a Magenta. Alla fine del secolo precedente, Giuseppe Prestinari di Corbetta aveva già chiuso la propria bottega per mettersi in società con un certo Pagani di Magenta ed organizzare una rivendita e noleggio di pianoforti, continuando comunque a svolgere per qualche tempo l'attività di accordatore di organi.

## Cronologia genealogica della famiglia Prestinari[2][3]
|                             |                             |                                                |                                                |                              |                                |                                   |                                   |                                                  |                                                  |
|                             |                             |                                                |                                                |                              | Felice Prestinari XVIII secolo |                                   |                                   |                                                  |                                                  |
|                             |                             |                                                |                                                |                              |                                |                                   |                                   |                                                  |                                                  |
|                             |                             |                                                |                                                |                              |                                |                                   |                                   |                                                  |                                                  |
|                             |                             | RAMO DI MAGENTA Dionigi Prestinari *1747 †1821 | RAMO DI MAGENTA Dionigi Prestinari *1747 †1821 |                              |                                |                                   |                                   | RAMO DI CORBETTA Giovanni Prestinari *1749 †1816 | RAMO DI CORBETTA Giovanni Prestinari *1749 †1816 |
|                             |                             |                                                |                                                |                              |                                |                                   |                                   |                                                  |                                                  |
|                             |                             |                                                |                                                |                              |                                |                                   |                                   |                                                  |                                                  |
| Antonio Prestinari *1788 †? | Antonio Prestinari *1788 †? | Gaetano I Prestinari *1794 †1856               | Gaetano I Prestinari *1794 †1856               | Francesco Prestinari *? †?   | Francesco Prestinari *? †?     |                                   |                                   | Luigi I Prestinari *1780 †1850                   | Luigi I Prestinari *1780 †1850                   |
|                             |                             |                                                |                                                |                              |                                |                                   |                                   |                                                  |                                                  |
|                             |                             |                                                |                                                |                              |                                |                                   |                                   |                                                  |                                                  |
|                             |                             | Giovanni Antonio Prestinari *1811 †1888        | Giovanni Antonio Prestinari *1811 †1888        | Luigi II Prestinari *1817 †? | Luigi II Prestinari *1817 †?   | Giuseppe I Prestinari *1825 †1866 | Giuseppe I Prestinari *1825 †1866 | Costantino Prestinari *1814 †1883                | Costantino Prestinari *1814 †1883                |
|                             |                             |                                                |                                                |                              |                                |                                   |                                   |                                                  |                                                  |
|                             |                             |                                                |                                                |                              |                                |                                   |                                   |                                                  |                                                  |
|                             |                             |                                                |                                                |                              |                                | Gaetano II Prestinari *1860 †?    | Gaetano II Prestinari *1860 †?    | Giuseppe II Prestinari *1842 †?                  | Giuseppe II Prestinari *1842 †?                  |

## Opere

### XVIII secolo
- 1797: Santuario abbazia della Colorina, Nerviano (MI)

### XIX secolo
- 1802: Chiesa di San Giovanni Battista, Cesano Boscone (MI)
- 1812: Chiesa prepositurale di San Vittore Martire, Corbetta (MI) - non più esistente
- 1818: Chiesa parrocchiale di San Donigi, Besate (MI)
- 1821: Chiesa parrocchiale dei Santi Giordano ed Epimaco, Blevio (CO)
- 1821: Chiesa parrocchiale di San Cristoforo, Ossona (MI)
- 1824: Santuario arcivescovile della Beata Vergine dei Miracoli, Corbetta (MI) - non più esistente
- 1827: Basilica di San Fedele, Como (CO)
- 1827: Chiesa di Sant'Andrea Apostolo, Brunate (CO)
- 1828: Chiesa parrocchiale di San Michele Arcangelo, Bascapè (PV)
- 1829: Chiesa parrocchiale di San Vittore martire, Albavilla (CO)
- 1829: Chiesa parrocchiale legata pontificia dei Santi Pietro e Paolo apostoli, Lonate Ceppino (VA) (trasferito nel 1934 dalla vecchia chiesa parrocchiale a quella nuova)
- ?: Basilica del Santissimo Salvatore di Pavia
- 1833: Chiesa parrocchiale di Sant'Ambrogio, Lonate Pozzolo (VA)
- 1833: Chiesa dei Santi Nazario e Celso di Marcallo con Casone (MI)
- 1839: Chiesa parrocchiale di Pontirolo Nuovo (BG)
- 1841: Basilica di San Simpliciano, Milano - non più esistente
- 1842: Chiesa parrocchiale di Inverno (PV)
- 1842: Chiesa parrocchiale S.S. Fermo e Rustico, Cesana Brianza (LC)
- 1846: Chiesa parrocchiale di San Giovanni, Cisliano (MI)
- 1846: Chiesa parrocchiale di San Martino vescovo, Castelnuovo Bozzente (CO)
- 1847: Chiesa parrocchiale dei Santi Pietro e Paolo, Turate (CO)
- 1850: Chiesa parrocchiale dei Santi Giacomo e Filippo, Castelletto di Cuggiono, Cuggiono (MI)
- 1851: Santuario della Beata Vergine del Rosario, Vimercate (MB)
- 1852: Chiesa prepositurale di Santo Stefano, Vimercate (MB)
- 1853: Chiesa di San Bernardino, Abbiategrasso (MI)
- 1853: Chiesa abbaziale di San Pietro all'Olmo, Cornaredo (MI)
- 1854: Chiesa parrocchiale di Sant'Agata, Tremenico (LC)
- 1858: Chiesa di San Giovanni Battista (Motta Visconti), Motta Visconti (MI)
- 1858: Chiesa parrocchiale di Santa Maria Assunta, Guanzate (CO)
- 1858: Chiesa parrocchiale di San Martino vescovo, Magenta (MI)
- 1861: Chiesa parrocchiale di Sant'Antonino, Sant'Antonino Ticino, Lonate Pozzolo (VA)
- 1862: Chiesa parrocchiale di Castelseprio (VA)
- 1862: Chiesa parrocchiale di San Giorgio, Cuggiono (MI)
- 1868: Santuario della Madonna dell'Acquanera, Boffalora sopra Ticino, loc. Magnana (MI) - non più esistente
- 1878: Chiesa di San Rocco, Magenta (MI)